# Peterka
Peterka je priimek več znanih Slovencev:
- Andrej Peterka (1924-?), športnik, atlet
- Franc Peterka (1927-2003), generalmajor JLA
- Jaka Peterka (*1994), pevec, kitarist
- Odon Peterka (1925-1945), pesnik
- Matjaž Peterka, biotehnolog, inovator
- Primož Peterka (*1979), smučarski skakalec
- Uroš Peterka (1981-2021), smučarski skakalec